# Typhochrestus dubius
Typhochrestus dubius es una especie de araña araneomorfa del género Typhochrestus, familia Linyphiidae. Fue descrita científicamente por Denis en 1950.
Se distribuye por Francia. El cuerpo de la hembra mide aproximadamente 1,95 milímetros de longitud. El prosoma es de color marrón y mide 0,60 milímetros.